# Дачі (поселення)
Дачі — поселення в Херсонській області на лівому березі Дніпра. Розташоване навпроти села Антонівка біля колишнього Антонівського мосту.
В березні 2022 року окуповане російською армією під час вторгнення в Україну. У квітні 2023 року Інститут вивчення війни опублікував дані про те, що в селищі висадилися бійці ЗСУ. Станом на кінець літа 2023 року українські сили продовжують утримувати поселення попри постійні російські обстріли.
29 серпня 2023 ЗСУ підняли прапор України на території поселення.